# 324 (numero)
Trecentoventiquattro (324) è il numero naturale dopo il 323 e prima del 325.

## Proprietà matematiche
- È un numero pari.
- È un numero composto con 15 divisori: 1, 2, 3, 4, 6, 9, 12, 18, 27, 36, 54, 81, 108, 162, 324. Poiché la somma dei suoi divisori (escluso il numero stesso) è 529 > 324, è un numero abbondante.
- È un quadrato perfetto, infatti 18x18 (182) = 324.
- È un numero semiperfetto in quanto pari alla somma di alcuni (o tutti) i suoi divisori.
- È un numero di Harshad (in base 10), cioè è divisibile per la somma delle sue cifre.
- È un numero pratico.
- È parte delle terne pitagoriche (135, 324, 351), (243, 324, 405), (324, 432, 540), (324, 693, 765), (324, 945, 999), (324, 1440, 1476), (324, 2175, 2199), (324, 2907, 2925), (324, 4368, 4380), (324, 6557, 6565), (324, 8745, 8751), (324, 13120, 13124), (324, 26243, 26245).
- È un numero intoccabile.
- È un numero palindromo nel sistema di numerazione posizionale a base 17 (121), in quello a base 26 (CC) e in quello a base 35 (99). In queste due ultime basi è altresì un numero a cifra ripetuta.
- È un numero di Ulam.
- È un numero potente.

## Astronomia
- 324P/La Sagra è una cometa periodica del sistema solare.
- 324 Bamberga è un asteroide della fascia principale del sistema solare.

## Astronautica
- Cosmos 324 è un satellite artificiale russo.